# Youssoupha
Youssoupha Mabiki (Kinshasa, 29 augustus 1979), is een Franse rapper van Congolese origine die optreedt als Youssoupha.

## Biografie
Youssoupha is geboren en opgegroeid in Kinshasa. Op tienjarige leeftijd is hij verhuisd naar Brussel. Hier zette hij zijn jeugd voort vooraleer te verhuizen naar zijn tante in Parijs.

## Discografie¹

### Met Les Frères Lumières
- 1999: Être né quelque part
- 1999: Le monde est stone
- 1999: Né à Kinshasa

### Albums
- 2007: À chaque frère (FR: 32, goud)
- 2009: Sur les chemins du retour (FR: 21, goud)
- 2012: Noir désir (FR: 3, platinum, BE-W: 7, ook bekend als Noir D****)
- 2015: NGRTD (FR: 4, BE-V: 82, BE-W: 6, CH: 12, ook bekend als Négritude)
- 2018: Polaroïd Experience
- 2021: Neptune Terminus

### Singles
- 2011: Menace de mort (FR: 43)
- 2012: Histoires vraies (feat. Corneille) (FR: 75)
- 2012: Dreamin (feat. Indila & Skalpovich) (FR: 14, CH: 65)
- 2012: Les disques de mon père (feat. Tabu Ley Rochereau) (FR: 137)
- 2012: On se connait (feat. Ayna) (FR: 9, BE: 7, CH: 61)
- 2014: Boma Yé (FR: 138)
- 2015: Entourage (FR: 77)
- 2015: Public Enemy (FR: 158)
- 2015: Smile (FR: 54)
- 2015: Chanson française (FR: 143)
- 2015: Love Musik (FR: 168)

#### Als meewerkend artiest
- 2012: I Know (Remix Street version) (Irma feat. Youssoupha) (FR: 138)
- 2013: Paname Boss (La Fouine feat. Sniper, Niro, Youssoupha, Canardo, Fababy, Sultan 7) (FR: 54, BE-W: 42)
- 2013: Il se passe quelque chose (La Fouine feat. Youssoupha) (FR: 100)
- 2013: Coeur de Guerrier (Big Ali feat. Corneille, Youssoupha en Acid)
- 2013: Kitoko (Fally Ipupa feat. Youssoupha)
- 2013: Fire (Ayọ feat. Youssoupha)
- 2015: 7 milliards sous le ciel (Lino feat. Youssoupha & Zaho)

¹ Tussen haakjes hitnotering per land: FR (Frankrijk), BE (-W, -V) (België, -Wallonië, -Vlaanderen), CH (Zwitserland)

## Trivia
- In januari 2012 is Youssoupha gevraagd door François Hollande om te rappen voor zijn campagne, maar hij weigerde.

- Bibliothèque nationale de France: cb151014320 (data)
- International Standard Name Identifier: 0000 0000 7997 4561
- MusicBrainz: 6fabf3aa-1822-49f2-b6c7-57560464696f
- Système universitaire de documentation: 157315002
- Virtual International Authority File: 56906827